# Ildefonso-Manuel Gil
Ildefonso-Manuel Gil (* 22. Januar 1912 in Paniza, Campo de Cariñena; † 28. April 2003 in Saragossa) war ein spanischer Dichter, Autor, Romanist, Hispanist und Lusitanist.

## Leben und Werk
Gil gehörte als Dichter zur „Generation von 1936“. Er promovierte in Philologie, ging in die Vereinigten Staaten und lehrte (durch Vermittlung seines Freundes Francisco Ayala) von 1962 bis 1982 an der City University of New York als Professor für Spanisch. 1983 kehrte er nach Spanien zurück und lebte in Saragossa.

2012 veranstaltete die Universität Saragossa ein „Homenaje a Ildefonso Manuel Gil, con motivo del centenario de su nacimiento“. In Saragossa ist eine Straße nach ihm benannt, ferner eine Bibliothek.

## Werke (Auswahl)
- Historia de la literatura extranjera, Saragossa 1943
- Ensayos sobre poesía portuguesa, Saragossa 1948
- (Hrsg. und Übersetzer) Camões, Los Luisiadas, Madrid 1955
- Valle-Inclán, Azorín y Baroja, Madrid 1975
- Escritores aragoneses. Ensayos y confidencias, Saragossa 1979